# 129555 Armazones
129555 Armazones este o planetă minoră (asteroid) din centura de asteroizi. A fost descoperită pe 30 octombrie 1996 la Colleverde⁠(d) de Vincenzo Silvano Casulli⁠(d). 
Obiectul prezintă o orbită caracterizată de o semiaxă mare de 2,3700088141842 UAi, o excentricitate de 0,17, o înclinație de 4,3 ° în raport cu ecliptica.